# Besættelsen af Viborg 9. April 1940
|  | Denne artikel er oprettet af botten Steenthbot ud fra en ekstern database. Den kan derfor have sproglige fejl eller mangler. Denne skabelon kan fjernes efter kontrol af indholdet. |

Besættelsen af Viborg 9. April 1940 er en dansk dokumentarisk optagelse fra 1940.

## Handling
Tyske tropper har invaderet Viborg omkring kl. 12 d. 9. april 1940.

En motoriseret deling af de tyske styrker  ses bl.a. på Hjultorvet i Viborg. Hedeselskabets hovedbygning blev misidentificeret som rådhuset og midlertidigt besat af tyskerne, der hejste det nazistiske hagekors i selskabets flagstang. Selskabets direktør måtte igennem svære forhandlinger, før det lykkedes at få Værnemagten til igen at rømme kontorerne. For også at undgå, at tyskerne igen brugte flagstangen, lod direktøren den pille ned. I maj 1945 kom den tilbage på sin plads.

Desuden ses bl.a. tysk politi dirigere trafikken, og afslappede tyske menige stille op til fotografering.